# Kamukina
Kamukina ist eine von drei Zellen (Verwaltungseinheiten 4. Ebene) im gleichnamigen Sektor Kimihurura des Distrikts Gasabo in der Hauptstadtprovinz Kigali von Ruanda. Sie liegt auf einer Höhe von etwa 1430 m und hat eine in Ost-West-Richtung langgestreckte Form. Nachbarzellen sind im Norden Kamatamu, im Osten Nyarutarama, im Südosten Rugando, im Südwesten Kimihurura, im Westen Ubumwe und Rugenge sowie im Nordwesten Kamutwa. Durch den Osten von Kamukina führt die Nationalstraße 3. Innerhalb der Verwaltungseinheit liegt unter anderem die Abgeordnetenkammer von Ruanda und das Campaign Against Genocide Museum.